# Feng Bin
Feng Bin (n. 3 aprilie 1994, Penglai District⁠(d), Shandong, Republica Populară Chineză) este o atletă ce a reprezentat China, medaliată olimpică. A participat la 3 ediții ale Jocurilor Olimpice (2016, 2020, 2024) în care a câștigat o medalie de argint în proba de aruncarea discului. În 2022 a devenit campioană mondială.

## Palmares
| An   | Competiție                     | Locație                  | Loc | Note    |
| ---- | ------------------------------ | ------------------------ | --- | ------- |
| 2011 | Campionatul Mondial de Juniori | Lille, Franța            | 4   | 51,25 m |
| 2016 | Jocurile Olimpice              | Rio de Janeiro, Brazilia | 8   | 63,06 m |
| 2017 | Campionatul Mondial            | Londra, Marea Britanie   | 8   | 61,56 m |
| 2018 | Jocurile Asiatice              | Jakarta, Indonezia       | 2   | 64,25 m |
| 2019 | Campionatul Asiei              | Doha, Qatar              | 1   | 65,36 m |
| 2019 | Campionatul Mondial            | Doha, Qatar              | 5   | 62.48 m |
| 2021 | Jocurile Olimpice              | Tokio, Japonia           | 17  | 60,45 m |
| 2022 | Campionatul Mondial            | Eugene, Statele Unite    | 1   | 69,12 m |
| 2023 | Campionatul Asiei              | Bangkok, Thailanda       | 1   | 66,42 m |
| 2023 | Campionatul Mondial            | Budapesta, Ungaria       | 3   | 68,20 m |
| 2023 | Jocurile Asiatice              | Hangzhou, China          | 1   | 67,93 m |
| 2024 | Jocurile Olimpice              | Paris, Franța            | 2   | 67,51 m |